# Estrangulador (armas)

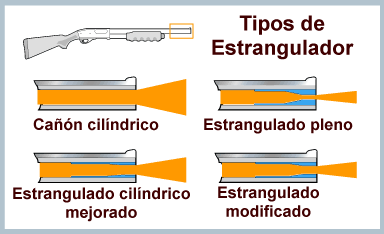
Tipos de estrangulador

En armas de fuego, un estrangulador (choke, en inglés) es una constricción cónica del diámetro interior del cañón de una escopeta en su boca de salida. Es muy utilizado en las modernas escopetas de tiro y caza, para mejorar su rendimiento. Su propósito es dar forma a la dispersión del disparo, para obtener un mejor alcance y precisión. Los estranguladores se fabrican como dispositivos roscables, diseñados para aplicaciones particulares, o como elementos fijos y permanentes, integrados al cañón de la escopeta.
Se pueden disponer en el momento de la fabricación como parte del cañón, ya sea prensando el extremo del orificio hacia su interior sobre un mandril o roscando el cañón y atornillándole un tubo estrangulador intercambiable. También se pueden formar boquillas incluso después de fabricar un cañón, aumentando el diámetro del orificio interior o instalando estranguladores en su interior. Habitualmente, un estrangulador consiste en una sección cónica que se estrecha suavemente desde el diámetro del orificio hasta el diámetro del estrangulador, seguido por una sección cilíndrica del diámetro del estrangulador. Briley Manufacturing, un fabricante de boquillas de escopeta intercambiables, utiliza una parte cónica de una longitud de aproximadamente 3 veces el diámetro del orificio, por lo que el disparo se concentra gradualmente con una deformación mínima. La sección cilíndrica es más corta, por lo general de 0.6 a 0.75 pulgadas (15 a 19 mm).

## Función
Un estrangulador está diseñado para modificar la distribución de la munición cuando sale del arma de fuego. Para disparar a la mayoría de las aves de caza y al plato, un patrón deseable es aquel que sea lo más grande posible a la vez que sea lo suficientemente denso como para garantizar múltiples impactos en el objetivo. Las escopetas destinadas a uso defensivo a menudo tienen cañones o estranguladores mejorados para el patrón de disparo más amplio en distancias de defensa típicamente cortas. El estrangulador debe adaptarse al rango y al tamaño de los objetivos. Un tirador de tiro al plato disparando a objetivos cercanos podría usar 0,005 pulgadas (0,1 mm) de constricción para producir un patrón de diámetro 30 pulgadas (76,2 cm) a una distancia de 21 yardas (19,2 m). Un tirador de foso disparando a objetivos distantes podría usar 0,03 pulgadas (0,8 mm) de constricción para producir un patrón de diámetro 30 pulgadas (76,2 cm) en 40 yardas (36,6 m). Los estranguladores especiales para la caza de pavos, que requieren disparos de largo alcance en la cabeza y el cuello pequeños del ave, pueden alcanzar hasta 0,06 pulgadas (1,5 mm). El uso de demasiado estrangulamiento y de un patrón pequeño aumenta la dificultad de alcanzar el objetivo; el uso de muy poco estrangulamiento produce patrones grandes con una densidad de perdigones insuficiente para afectar a los objetivos de manera fiable. Los "cañones cilíndricos" no poseen constricción alguna.

## Historia
La invención del conducto estrangulado se suele atribuir a los armeros estadounidenses. J.W. Long, en su libro "American Wildfowling", cita a Jeremiah Smith de Southfield, Rhode Island, como el armero que descubrió el concepto por primera vez, ya en 1827.
Las primeras patentes conocidas de estranguladores se otorgaron a Sylvester H. Roper, un inventor y armero estadounidense. Seis semanas después, fue seguida por otra solicitud de patente presentada en Londres por W.R. Pape, un fabricante de armas inglés.
Si bien los armeros estadounidenses fueron los pioneros en plantear el sistema, no habían progresado más allá de la etapa elemental y sus escopetas estranguladas podían dirigir la munición con patrones irregulares y no disparar correctamente.
El primer contacto que tuvo W. W. Greener con el diseño del estrangulador se derivó de las instrucciones recibidas en la carta de un cliente a principios de 1874. Las instrucciones del cliente describían un estrangulador, pero no proporcionaban detalles sobre el tamaño o la forma, ni sobre cómo se podría obtener. Por lo tanto, Greener tuvo que realizar muchos experimentos para determinar la forma y el tamaño perfectos de un estrangulador para un diámetro dado. Después de eso, desarrolló herramientas para producir el perfil del agujero del estrangulador correctamente y sin problemas. El sistema pionero de estrangulación que desarrolló tuvo tanto éxito que después fue adoptado por otros fabricantes y, por lo tanto, algunas autoridades le atribuyen el mérito de haber inventado el concepto, ya que su método se convirtió en el primer procedimiento fabricable en serie de estrangulación. William Wellington Greener es ampliamente reconocido como el inventor del primer estrangulador práctico, como se documenta en su publicación clásica de 1888, "The Gun and its Development".
En diciembre de 1874, la primera mención del estrangulador de Greener apareció en un artículo de J.H. Walsh, editor de la revista Field. El artículo menciona el extraordinario patrón de disparo que la escopeta de Greener podía producir. El siguiente reto vino con un anuncio de Greener, que aseguraba que la empresa garantizaba que sus nuevas armas dispararían con un patrón más concentrado que las de cualquier otro fabricante. El anuncio afirmaba que las escopetas de calibre 12 de Greener eran capaces de disparar con un patrón promedio a una distancia de 210 yardas, cuando la mejor escopeta de calibre 12 presentada al London Gun Trial de 1866 solo podía promediarlo a 127. Naturalmente, el anuncio generó una considerable controversia, especialmente entre los fabricantes rivales de cañones cilíndricos, que se negaron a dar crédito a los números citados en el anuncio.
Para resolver la controversia, los editores de la revista Field decidieron llevar a cabo una prueba pública en 1875. El London Trial de 1875 confrontó cañones estrangulados y cilíndricos de varios fabricantes en cuatro categorías: Clase 1 (calibres grandes, de cualquier tipo), Clase 2 (calibre 12 estrangulado), Clase 3 (armas británicas estranguladas o cilíndricas) y Clase 4 (calibres pequeños, cualquier tipo de perforación). Las armas estranguladas funcionaron mejor que las cilíndricas en todas estas pruebas, y las escopetas de W.W. Greener ganaron las categorías de las Clases 1, 2 y 4. También ganó en los London Gun Trials de 1877 y 1879, y en el Chicago Field Gun Trial de 1879. Los resultados de estos ensayos fueron los responsables de convertir a W.W. Greener en un nombre famoso, confirmando la ventaja práctica de un método repetible de controlar el rendimiento de un estrangulador en una escopeta.

## Constricción
El extremo de salida de un estrangulador es más pequeño en alguna sección que el calibre real del cañón. Esta diferencia de diámetro es el grado de constricción. Por ejemplo, para un calibre 12, el diámetro del orificio del cañón es nominalmente de 0,729 pulgadas (1,85 cm), aunque diferentes fabricantes varían ligeramente su diámetro de fabricación de este diámetro. Esto se denomina comúnmente "perforación", cuando el diámetro construido supera el diámetro real nominal de 0,729 pulgadas (1,85 cm). Las ventajas proporcionadas por el "exceso de perforación" son una reducción percibida en el retroceso y una disminución de la dispersión de la munición para mejorar los patrones de disparo.
En general, los intervalos de constricción para los estranguladores se sitúan en el intervalo 0.00-0.045 pulgadas (0.00-1.15 mm); mientras que para los estranguladores para escopetas de caza de aves pueden ser relativamente comunes de hasta 0.10 pulgadas (2.50 mm). La obstrucción se mide experimentalmente al contabilizar el porcentaje de los perdigones de un cartucho que impactan dentro de un círculo de 30 pulgadas a 40 yardas (25 yardas para escopetas de cañón "cilíndrico" y tiro al plato "Skeet1"). Aunque diferentes fabricantes de obturadores tienen una identificación diferente de sus estrangulaciones, las marcas que figuran en el cuadro mostrado más adelante son generalmente aceptadas.
Un método común de expresar la cantidad de constricción es por "puntos". Un "punto" es equivalente a 0.001 pulgadas de constricción del diámetro interno de un estrangulador. Por lo tanto, 40 puntos de constricción corresponderían a una constricción de 0.040 pulgadas en su diámetro interno, que corresponde a "extra pleno".
| Estrangulador (Denominación estadounidense) | Constriction (Pulgadas) | Porcentaje de perdigones dentro de un círculo de 30 pulgadas de diámetro (76.2 cm) a 40 yardas (36.58 m) | Identificación (Muescas) | Identificación (Británica) | Identificación (Estrellas) (Escopetas españolas) |
| ------------------------------------------- | ----------------------- | --- | ------------------------ | -------------------------- | ------------------------------------------------ |
| Cilíndrico                                  | 0.000                   | 40 at 40 yd 70 a 25 yd                                                                                   | IIIII muescas            |                            | ***** estrellas                                  |
| Skeet 1 (Tiro al plato)                     | 0.005                   | 45 a 40 yd 75 a 25 yd                                                                                    |                          | 1/8                        |                                                  |
| Cilíndrico Mejorado                         | 0.010                   | 50 | IIII muescas             | 1/4                        | **** estrellas                                   |
| Skeet 2 (Modelo ligero)                     | 0.015                   | 55 |                          |                            |                                                  |
| Modificado                                  | 0.020                   | 60 | III muescas              | 1/2                        | *** estrellas                                    |
| Modificado Mejorado                         | 0.025                   | 65 | II muescas               | 3/4                        | ** estrellas                                     |
| Pleno                                       | 0.030                   | 70 | I muesca                 | 1/1                        | * estrella                                       |
| Extra Pleno                                 | 0.040                   | 73 | I muesca                 |                            |                                                  |
| Caza de Aves                                | 0.045 plus              | 75 plus                                                                                                  | I muesca                 |                            |                                                  |

### Marcas
La marca generalmente está estampada en la parte inferior del cañón en las armas antiguas sin tubos de estrangulación, o está escrita en un texto abreviado en el cañón, cerca de la marca del calibre.
En el caso de los tubos de estrangulación, el grado de estrangulación para cada cañón suele estar estampado en el costado del tubo estrangulador, o puede haber ranuras finas cortadas en el borde expuesto del tubo en la abertura del cañón con el número de ranuras correspondientes al número de * en esta tabla. (Las 4 ranuras más anchas presentes en el borde expuesto del tubo están diseñadas para usarse con una llave de estrangulación, en caso de que un tubo estrangulador se atasque alguna vez en el cañón, y no tienen relación con las dimensiones del estrangulador).
Para el caso de las armas españolas más antiguas, con un cañón al lado del otro, el estrangulamiento a menudo se marca en la espiga de los cañones, quedando expuesto cuando se retira el antebrazo de madera una vez desmontadas, como cuando se realiza su mantenimiento o una limpieza de campo. La marca del fabricante, junto con las marcas de prueba, y el peso de los cañones en gramos, y las presiones de prueba también están estampadas junto a la marca del estrangulador en la espiga de los cañones, cerca de donde las camisas se insertan en los cañones.
En la práctica, los tubos de estrangulamiento más ajustados que el "Pleno", como el de caza de aves ("Turkey" en inglés, por su uso para la caza del pavo), también suelen estar marcados con una sola muesca delgada en el extremo del tubo. Por lo tanto, para distinguir entre estrangulaciones "completas" e incluso más cerradas, es necesario medir el diámetro de salida del orificio del tubo estrangulador para determinar con precisión qué tipo de estrangulamiento está presente entre "pleno" y extra pleno (de diámetro más pequeño).

### Estranguladores alternativos
También existen otros tubos de estrangulación especiales. Algunos cañones de armas para la caza del pavo ("Turkey") tienen constricciones aún mayores, o características adicionales como orificios adicionales para reducir el retroceso o "rayado recto", que está diseñado para detener cualquier giro que la columna de disparo pueda adquirir al viajar por el cañón. Estos tubos son a menudo tubos extendidos, lo que significa que se proyectan más allá del extremo de la boca de la escopeta, dando más espacio para obtener factores como una sección cónica más larga. Los difusores de tiro o los estranguladores de difusión funcionan en sentido opuesto a los estranguladores normales: están diseñados para extender el disparo más que un diámetro interior de cilindro, generando patrones más amplios para un uso de muy corto alcance. Un estrangulador esparcidor básico es simplemente un "estrangulador" con un diámetro mayor que el cañón; lo que hace que el arma presente una dispersión mayor que con un cañón más corto, pero un cañón más corto puede no estar permitido debido a restricciones legales. Una serie de estranguladores-difusores recientes, como la línea "Diffusion" de Briley, en realidad usan un alma estriada en el estrangulador para girar el tiro ligeramente, creando una extensión más amplia. La Briley Diffusion usa un giro de 1 en 36 cm, al igual que la escopeta FABARM Lion Paradox.
Los estranguladores ovalados, que están diseñados para proporcionar un patrón de disparo más ancho que alto, a veces se encuentran en armas de combate, principalmente en las de la época de la Guerra de Vietnam. Estaban disponibles en el mercado de accesorios en la década de 1970 modelos de compañías como A & W Engineering. Las versiones militares de la Ithaca 37 con estrangulador de "pico de pato" fueron utilizadas en cantidades limitadas durante la Guerra de Vietnam por los Navy Seals de los EE. UU. Podría decirse que aumentaron la efectividad en los enfrentamientos a corta distancia contra objetivos múltiples. Sin embargo, dos desventajas principales lastraron el sistema: uno era un patrón errático; y el otro fue que el disparo se extendía demasiado rápido, proporcionando una zona efectiva muy limitada.
Los estrangulamientos de compensación, donde el patrón está intencionalmente ligeramente fuera del centro, se usan para cambiar el punto de impacto. Por ejemplo, un estrangulador compensado puede usarse para hacer que una escopeta de doble cañón con los dos cañones mal alineados vuelva a impactar en el mismo lugar con ambos.
Para escopetas con estrangulamientos fijos integrados en el cañón, a veces es posible cambiar el estrangulador original a un estrangulador más estrecho. Esto se hace aumentando el diámetro del ánima dentro del cañón en una longitud corta, mientras que la parte del cañón y el orificio más cercano al cañón se dejan como estaban. El efecto es formar lo que se llama un "estrangulador en jarra" o un "estrangulador inverso". Este método a veces lo usan los armeros para implementar un estrangulador más ajustado en un arma sin estranguladores reemplazables, y se puede hacer sin requerir el reemplazo de un cañón y sin instalar nuevas camisas de repuesto reemplazables. Las ventajas anunciadas de un "estrangulador en jarra" incluyen patrones mejorados, reducción del retroceso y un aumento del estrangulamiento en una escopeta que no disponga de tubos de estrangulación reemplazables. Cuando se instala un "estrangulador en jarra" en un cañón estrangulado existente, el orificio dentro de la sección perforada del cañón efectivamente se "sobreborda", y esto también típicamente disminuye la cantidad de deformación del disparo, aumentando así la densidad de los impactos.

## Tabla de compatibilidad
La siguiente lista solo debe usarse como una guía, y puede haber excepciones.
| Calibre | Roscado del arma (interno) | Roscado del estrangulador (externo) | Manufacturador y Tipo                                                                  | Comentario |
| ------- | -------------------------- | ----------------------------------- | -------------------------------------------------------------------------------------- | --- |
| 10      | Sí                         | .871"-32 TPI                        | Remington pro-bore                                                                     | |
| 10      | Sí                         | .865"-44 TPI                        | Tru-Choke                                                                              | |
| 12      | Sí                         | .812"-32 TPI                        | Winchester Win-choke - Browning Invector - Mossberg Accu-choke - Weatherby IMC, Savage | Téngase en cuenta que aunque los estranguladores Win y Rem tienen la misma altura de paso, sus formas son diferentes. |
| 12      | Sí                         | .812"-32 TPI                        | Remington Rem-choke                                                                    | Téngase en cuenta que aunque los estranguladores Win y Rem tienen la misma altura de paso, sus formas son diferentes. |
| 12      | Sí                         | .820"-32 TPI                        | Browning Invector plus                                                                 | |
| 12      | Sí                         | 20.574-1 mm (.810"-1 mm)            | Benelli/ Beretta - Krieghoff                                                           | |
| 12      | Sí                         | 20.7518-1 mm (.817"-1 mm)           | Hastings choke II barrels                                                              | |
| 12      | Sí                         | .874"-32 TPI                        | Mossberg Ulti-Mag                                                                      | |
| 12      | Sí                         | .795"-44 TPI                        | Tru-Choke                                                                              | |
| 12      | Sí                         | .774"-44 TPI                        | Tru-Choke thinwall                                                                     | |
| 16      | Sí                         | .718"-44 TPI                        | Tru-Choke                                                                              | |
| 20      | Sí                         | .687"-32 TPI                        | Winchester Win-choke - Browning Invector - Mossberg Accu-choke - Weatherby IMC, Savage | |
| 20      | Sí                         | 11/16"-32 TPI (.697"-32 TPI)        | Remington Rem-choke                                                                    | |
| 20      | Sí                         | .675"-44 TPI                        | Tru-Choke                                                                              | |
| 28      | Sí                         | .613"-44 TPI                        | Tru-Choke                                                                              | |
| .410    | Sí                         | .478"-44 TPI                        | Tru-Choke                                                                              | |

## Disparo con perdigones de acero y alternativas
Los cañones de escopeta más antiguos y los estranguladores se diseñaron para usarse solo con munición de plomo. Debido a las cambiantes restricciones de la ley de caza de aves acuáticas en todo el mundo, el uso de perdigones de plomo ha sido prohibido en muchas partes del mundo por acuerdo internacional. La razón es que el uso de perdigones de plomo fue identificado como la principal causa de saturnismo en las aves acuáticas, que a menudo se alimentan del fondo de lagos y humedales donde se acumula el plomo de los disparos. En los Estados Unidos, el Reino Unido, Canadá y muchos países de Europa occidental (Francia desde 2006), toda la munición utilizada para la caza de anseriformes ahora debe ser no tóxica y, por lo tanto, no puede contener plomo. Un método comúnmente utilizado para evitar este cambio legislativo, al menos para los cazadores con escopetas más nuevas con bobinas diseñadas al efecto, es utilizar perdigones de acero, pero el uso de esta munición puede dañar el ánima de armas de fuego antiguas, que fueron diseñadas para usarse únicamente con perdigones de plomo (escopetas de cañón de Damasco). La mayoría de los proyectiles no tóxicos producen presiones en la recámara más altas que los de plomo y pueden dañar severamente estas escopetas más antiguas y, como regla general, deben usarse estranguladores más abiertos que para la munición de plomo. Un ejemplo sería un estrangulador cilíndrico mejorado, que funcionará como un estrangulador modificado al disparar proyectiles de acero o tungsteno. Para tales cazadores, que deseen continuar utilizando escopetas antiguas con estranguladores no aptos para su uso con perdigones de acero, el uso de cartuchos de bismuto en lugar de cartuchos de plomo es común. También existen otras alternativas a la munición de plomo que el bismuto que son legales para cazar aves acuáticas, y que son seguras para usar con armas más antiguas. En los últimos años, varias compañías han creado perdigones no tóxicos "más pesados que el plomo" a base de wolframio, bismuto u otros elementos con una densidad similar o mayor que la del plomo, y con una suavidad de disparo comparable. Estos proyectiles proporcionan patrones más consistentes que los disparos con munición de acero y proporcionan un mayor alcance. También son generalmente seguros para usarse en escopetas más antiguas con cañones y estranguladores no clasificados para su uso con munición de acero, al igual que los de polímero bismuto y tungsteno (aunque no los de hierro-tungsteno). El aumento en el rendimiento de las municiones no tóxicas "más pesadas que el plomo" tiene un costo mayor. Las cajas de tales cartuchos no tóxicos de 25 unidades pueden costar más de 40 dólares (2013), en comparación con menos de 8 dólares por caja (2013) para los cartuchos con perdigones de plomo.
En la práctica, los patrones de disparo del acero son hasta dos grados más concentrados para una determinada cantidad de constricción. En otras palabras, un estrangulador con el grado de "Modificado" para el disparo con plomo o bismuto daría un patrón de "Pleno" con disparo de perdigones de acero. Para evitar el desgaste o ranurado excesivo en los estranguladores al disparar con munición de acero, muchos fabricantes recomiendan evitar disparar proyectiles de acero en las boquillas marcadas más ajustadas que "Modificada", a menos que el tubo estrangulador esté específicamente marcado como seguro para su uso con perdigones de acero.